# Orkljevec
Orkljevec je naselje v Občini Mirna Peč.